# Luang Prabang
Luang Prabang (laosky ເມືອງຫຼວງພະບາງ) je město v severním Laosu, v provincii stejného jména (provincii Luang Prabang). Má přibližně 26 000 obyvatel. Jeho historické jádro je od roku 1995 zapsáno na Seznamu světového dědictví UNESCO.

## Poloha a význam
Luang Prabang leží v nadmořské výšce 700 metrů nad mořem, na levém břehu Mekongu, u jeho soutoku s řekou Nam Khan, přibližně 425 kilometrů severně od hlavního města Laosu Vientiane. Přibližně 3 kilometry severovýchodně od města se nachází mezinárodní letiště, spojující Luang Prabang, mimo jiné, s Bangkokem v Thajsku a Siem Reapem v Kambodži. Laoská silnice číslo 13, vedoucí z Voeng Khamu u laosko-kambodžských hranic do Botenu u laosko-čínských hranic, spojuje Luang Prabang s Vientiane (přes Vang Vieng). Důležitou komunikační tepnou zůstává i řeka Mekong. Město Huay Xai na laosko-thajské hranici je vzdáleno dva dny plavby pomalou lodí proti proudu řeky.
Centrum Luang Prabangu je součástí Světového dědictví UNESCO. V roce 2003 navštívilo Luang Prabang přibližně 78 000 zahraničních turistů. Město je střediskem obchodu s rýží, kaučukem a teakovým dřevem.

## Historie

### Městské státy Taiů

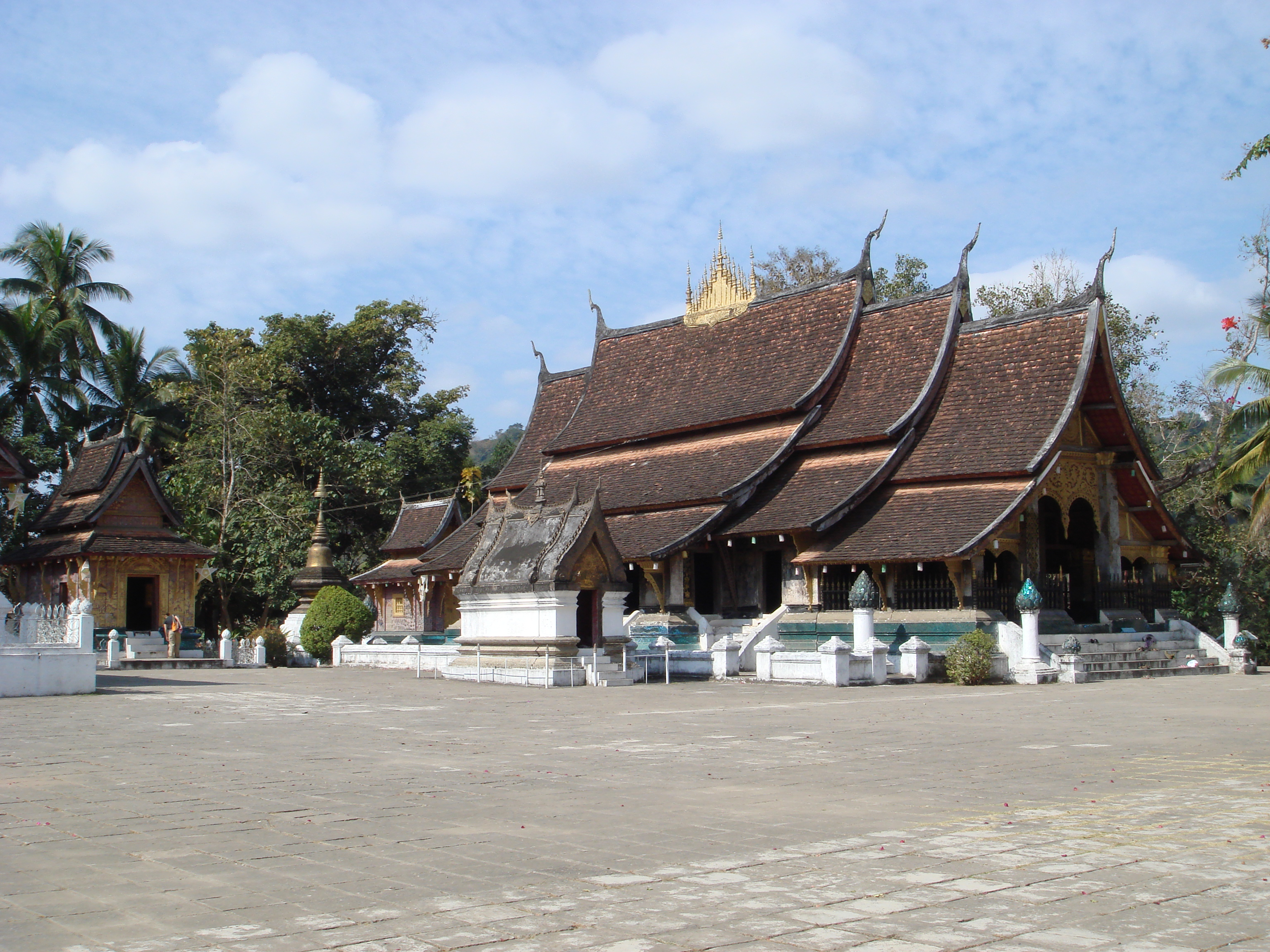
Klášter Wat Xieng Thong a La Chapelle Rouge v Luang Prabangu

Mezi 8. až 13. stoletím se na území dnešního severního Laosu začaly formovat první městské státy Taiů. Ve 12. století vůdce jménem Khun Lo pravděpodobně dobyl oblast Luang Prabangu na původním, netaiském obyvatelstvu. Luang Prabang se stal centrem jednoho ze tří hlavních městských států Taiů na území dnešního Laosu. Mongolská invaze v roce 1253, směřující proti Khmérům, tuto strukturu narušila. Po ústupu mongolských vojsk byla založena nová království. Jedním z nich byl i stát, založený místními vládci Luang Prabangu. Přestože nominálně stále podléhal mongolským vládcům Číny, stal se vedoucí silou v severním Laosu. Přibližně od roku 1271 jej ovládala dynastie Phraya. Kolem roku 1350 princ této dynastie Fa Ngum po sporu se svým otcem uprchl do Khmérské říše. S pomocí Khmérů se roku 1353 vrátil, dobyl Luang Prabang (tehdy nazývaný Xieng Dong Xieng Thong) a založil nový stát – říši Lan Xang.

### Lan Xang

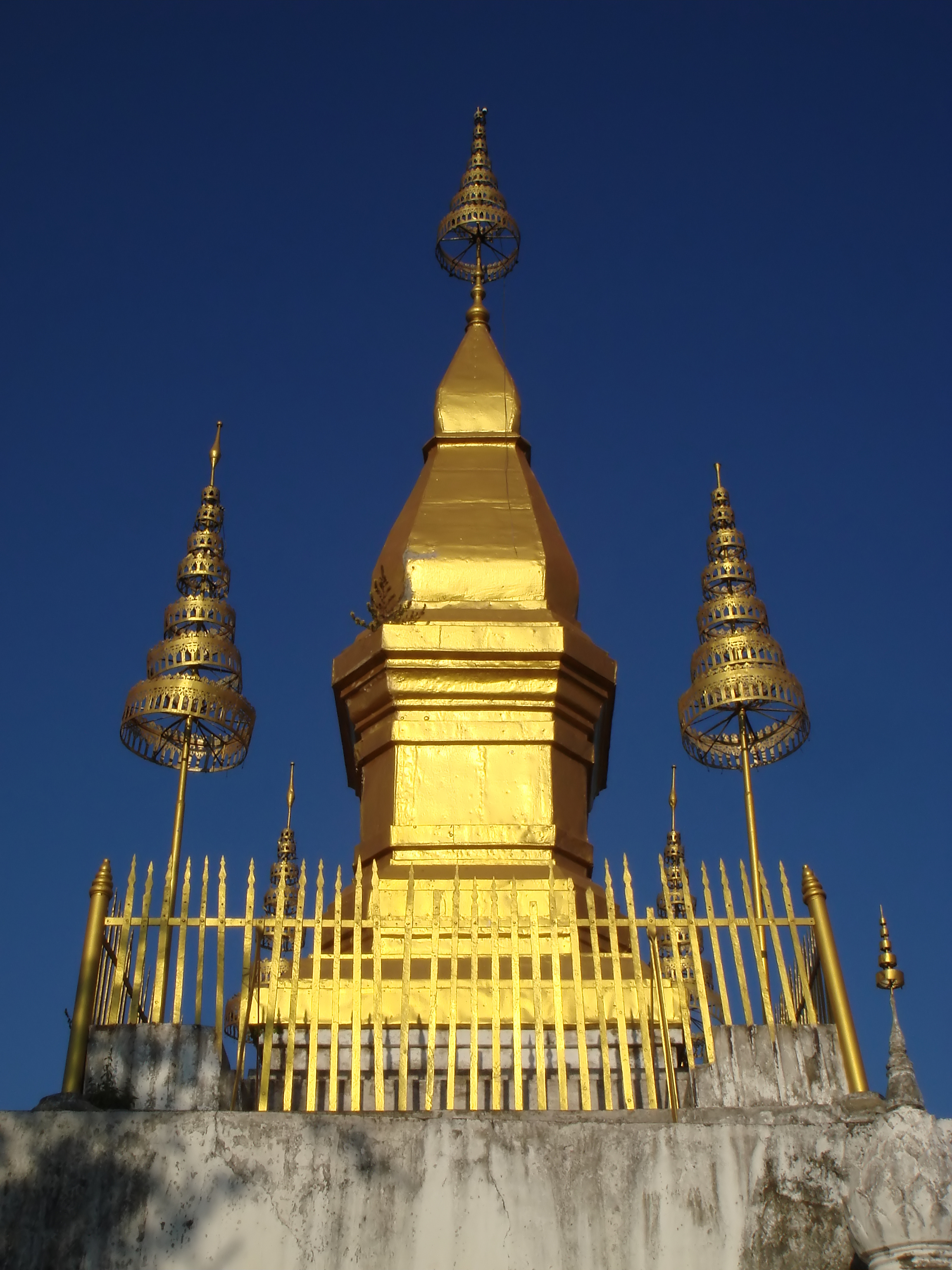
24 metrů vysoká stúpa That Chomsi v Luang Prabangu

V roce 1353 se Xieng Dong Xieng Thong stal hlavním městem říše Lan Xang. V roce 1357 bylo jméno města změněno na Muang Xieng Thong („město zlata“). V 15. století byla Lan Xang v úpadku, ohrožována sousedícími Barmánci a Vietnamci (síla Khmérské říše v té době již byla eliminována zásahem thajského království v Ayuthai). Roku 1479 Luang Prabang vyplenili Vietnamci. K upevnění královské moci král Visunarat přivezl roku 1512 do Luang Prabangu z Angkoru cennou zlatou sošku Buddhy, zvanou Pha Bang. V obavě před útoky z Barmy král Setthathirath I. v roce 1560 přesunul hlavní město Lan Xangu do Vientiane. Význam Luang Prabangu jako zdroje královské legitimity však zůstal. Pha Bang byl v zanechán v Muang Xieng Thong a jméno města bylo změněno na Luang Prabang („Velký Pha Bang“). Po dalších invazích Barmánců (s krátkou výjimkou panování krále Surinyavongsy) se říše Lan Xang stala jejich vazalem a roku 1707 se rozpadla. Luang Prabang se stal hlavním městem nezávislého Království Luang Prabang, vazala Siamu.

### Francouzská Indočína
Ve druhé polovině 19. století zkoumali Luang Prabang a okolí francouzští badatelé Henri Mouhot, Louis Delaporte a Auguste Pavie. Auguste Pavie byl roku 1886 jmenován francouzským vicekonzulem v Luang Prabangu. Francouzi měli zájem získat kontrolu nad oblastí, kterou vnímali jako nárazníkovou zónu chránící jejich vietnamské kolonie Tonkin a Annam. Využili neschopnost vládců Luang Prabangu vypořádat se s nájezdy čínských lupičských band na Luang Prabang. Roku 1887 se Království Luang Prabang stalo protektorátem Francouzské Indočíny. V dubnu 1945, po porážce vichistické Francie, okupovali Luang Prabang krátce Japonci.

### Samostatný Laos
V roce 1953 získal Laos nezávislost a král Luang Prabangu, Sisavang Vong, se stal hlavou nezávislého Laoského království. Hlavním městem byl Vientiane, král však sídlil v Luang Prabangu. V roce 1975 Luang Prabang dobyl komunistický Pathet Lao. Následoval exodus obyvatel a Luang Prabang se stal nevýznamným provinčním městem. Po znovuotevření Laosu světu počátkem 90. let 20. století začíná význam města opět růst. V roce 1995 se centrum města stalo součástí Světového dědictví UNESCO a proběhly rozsáhlé rekonstrukce městských památek.